# Villaines-sous-Lucé

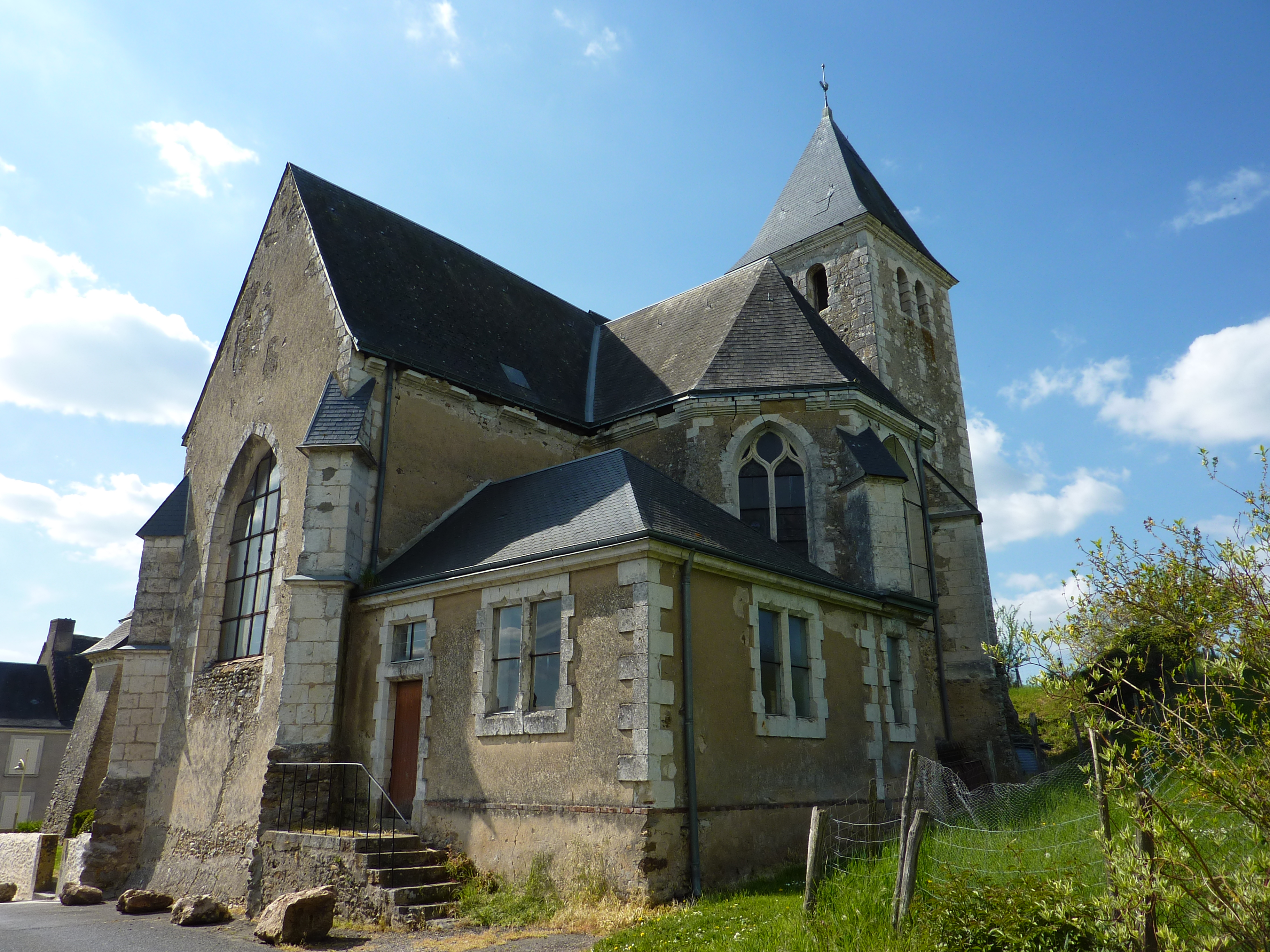

Villaines-sous-Lucé is een gemeente in het Franse departement Sarthe (regio Pays de la Loire) en telt 572 inwoners (1999). De plaats maakt deel uit van het arrondissement La Flèche.

## Geografie
De oppervlakte van Villaines-sous-Lucé bedraagt 25,3 km², de bevolkingsdichtheid is 22,6 inwoners per km².
De onderstaande kaart toont de ligging van Villaines-sous-Lucé met de belangrijkste infrastructuur en aangrenzende gemeenten.

## Demografie
Onderstaande figuur toont het verloop van het inwonertal (bron: INSEE-tellingen).